# Publi Corneli Dolabel·la (cònsol 44 aC)
Publi Corneli Dolabel·la (en llatí: Publius Cornelius Dolabella) va ser un magistrat romà del segle i aC. Era fill, probablement, de Publi Corneli Dolabel·la, pretor urbà el 69 aC, de manera que feia part de la família dels Cornelis Dolabel·la, d'origen patrici. Es va casar, en segones núpcies, amb Túl·lia, la filla de Ciceró, qui el va haver de socórrer en diverses ocasions dels problemes en què es ficava atesa la seva joventut i la seva fama de llibertí. Posteriorment, se'n va divorciar, i l'any 44 aC va esdevenir cònsol. Es va suïcidar un any més tard en el context de la Guerra dels Alliberadors.

## Matrimoni amb Túl·lia
El 51 aC va ser nomenat membre del col·legi de quindecimvirs, i el 50 aC va acusar Api Claudi de violar els drets del poble. Api volia ser defensat per Ciceró i, per evitar-ho, Dolabel·la va promoure el seu casament amb Túl·lia, la filla de Ciceró, tot i que no havia repudiat encara la seva dona Fàbia; així, durant el judici, Fàbia l'abandonà. La dona de Ciceró acceptava el matrimoni de la filla per raons concretes, i finalment el casament es va concertar i celebrar malgrat que Ciceró es va fer el ronsejaire fins al final.
Mentrestant, Api Claudi va ser absolt. Ciceró parlà del seu gendre amb admiració i estimació, però Dolabel·la estava carregat de deutes, i el 49 aC es va veure obligat, pressionat pels seus creditors, a cercar refugi en el camp de Juli Cèsar. Cèsar va marxar a Hispània per lluitar contra els pompeians, i el va enviar amb una flota a la mar Adriàtica, però no va fer cap acció de mèrit. Després de la batalla de Farsàlia, Dolabel·la va tornar a Roma, però no va obtenir recompensa de Cèsar per poder fer front als seus deutes, a decepció seva, i les reclamacions van continuar. En dos anys, Túl·lia va quedar prenyada dues vegades i va tenir dos fills, però va abandonar el marit quan esperava el segon.

## Adopció per plebeus
Per obtenir el tribunat de la plebs es va fer adoptar per una família plebea, els Cornelis Lèntuls. Sembla que va ser Gneu Corneli Lèntul Vàcia qui el va adoptar, i ocasionalment, Dolabel·la és anomenat Gneu Corneli Lèntul Dolabel·la. El 48 aC va obtenir el tribunat, i va presentar una rogatio per cancel·lar els deutes i altres mesures similars, però els seus col·legues Asini i Trebel·li es van oposar a la llei i es van produir enfrontaments entre els dos bàndols. Marc Antoni, a qui Cèsar havia deixat a Roma, no va prendre cap mesura enèrgica fins que es va assabentar que la seva dona, Antònia (fr), tenia un afer amb Dolabel·la. Dolabel·la va insistir en la rogatio i la va sotmetre a votació; llavors, van esclatar a la ciutat disturbis seriosos, en els quals els partidaris de Dolabel·la van tenir la pitjor part. Quan Cèsar tornà a Roma a la tardor, va desaprovar les accions de Dolabel·la, però no va prendre cap mesura; de tota manera, acabat el seu tribunat, el va enviar a Àfrica i més tard a Hispània per fer campanya contra els pompeians. A Hispània, a la Batalla de Munda, va resultar ferit.

## Cònsol
Cèsar li va prometre el consolat per l'any 44 aC (tenia llavors 25 anys) malgrat que no havia estat encara pretor. Més tard, però, no va complir la promesa i va agafar el consolat per a si mateix, prometent a Dolabel·la que el substituiria com a cònsol sufecte quan marxàs en campanya contra els parts. Marc Antoni, que era àugur, es va oposar a aquest nomenament, i, abans que el senat pogués prendre una decisió, Cèsar fou assassinat els idus de març. El mateix dia de la mort, Dolabel·la va prendre possessió dels atributs consulars i es va aliar als tirannicides, obtenint així la confirmació del càrrec. El seu sogre, Ciceró, es va alegrar d'aquests suposats sentiments republicans de Dolabel·la, qui fins i tot va fer destruir un altar que s'havia aixecat dedicat a Cèsar.
Antoni se’n va desempallegar donant-li el govern de Síria i el comandament contra els parts com a cònsol, però com que Cassi també reclamava la província de Síria, Dolabel·la va restar a Roma gairebé tot l'any i, finalment, va sortir cap a Síria passant per Grècia, Macedònia, Tràcia i Àsia, per poder fer exaccions durant el camí i refer la seva fortuna.

## Enemic públic
A Esmirna, però, Gai Treboni, un dels assassins de Cèsar, que era procònsol d'Àsia, li denegà l'entrada. Dolabel·la va voler anar a Efes, escortat per Treboni, però quan l'escorta se'n va anar, Dolabel·la va tornar a Esmirna de nit i se'n va apoderar; Treboni va ser assassinat al seu llit (febrer del 43 aC) o, segons Ciceró, torturat dos dies fins a la mort. Dolabel·la va començar a extorsionar als ciutadans de la província. Quan els fets es van conèixer a Roma, el van declarar fora de la llei i enemic públic.
Cassi, que havia arribat mentrestant a Àsia, li va fer la guerra i li va ocupar Laodicea, que una mica abans havia estat ocupada pels homes de Dolabel·la. Dolabel·la es va veure perdut i va ordenar als seus homes de matar-lo (43 aC).